# Czesław Klimuszko

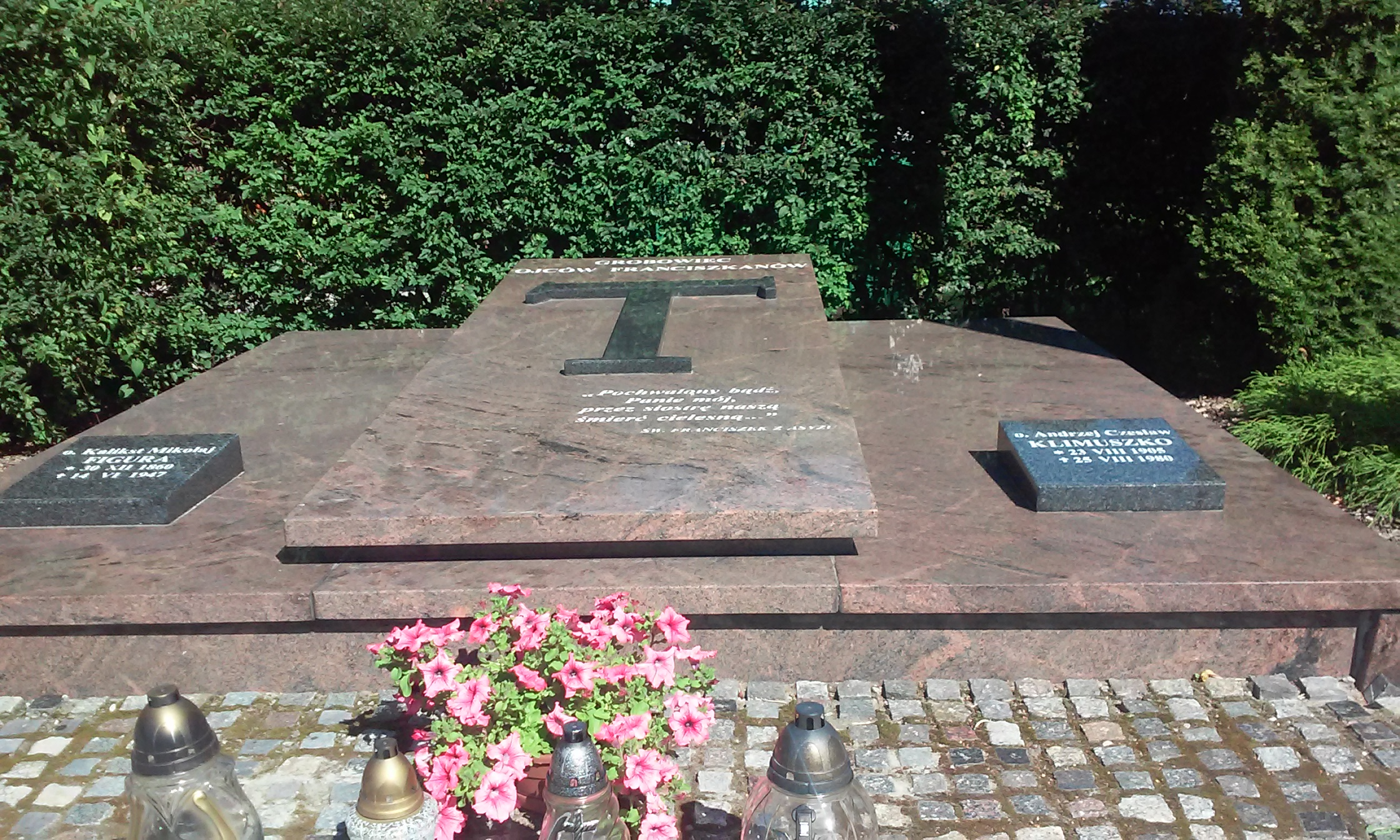
Grobowiec ojców Franciszkanów w tym O. Czesława Klimuszki (po prawej) przy kościele św. Pawła w Elblągu

Andrzej Klimuszko OFMConv., właśc. Czesław Klimuszko (ur. 23 sierpnia 1905 w Nierośnie, zm. 25 sierpnia 1980 w Elblągu) – polski duchowny rzymskokatolicki, franciszkanin. Był zielarzem, wizjonerem, jasnowidzem, medium i parapsychologiem.

## Życiorys
Pochodził z wielodzietnej rodziny. Był synem Wincentego i Zofii Klimuszków. Do szkoły powszechnej uczęszczał w Różanymstoku. Następnie kontynuował edukację w gimnazjum w Grodnie. Z braku wystarczających środków finansowych nie ukończył gimnazjum w pobliskim Grodnie, lecz wyruszył do Lwowa, by tam kontynuować naukę.
Tam, w 1925 roku wstąpił do zakonu Braci Mniejszych Konwentualnych. Po nowicjacie, który odbył w Kalwarii Pacławskiej powrócił znów do Lwowa, gdzie rozpoczął edukację w X Państwowym Gimnazjum im. Henryka Sienkiewicza. 
W 1926 złożył śluby wieczyste. 6 maja 1934 w Krakowie przyjął święcenia kapłańskie. Przebywał w klasztorach franciszkańskich w Gnieźnie, Wilnie, Łagiewnikach oraz w Warszawie. Pierwszych wizji doświadczył, jak pisze w książce Moje widzenie świata, w przededniu wybuchu II wojny światowej, kiedy to miał sny dotyczące tragicznego rozwoju kampanii wrześniowej. Podczas kampanii wrześniowej znajdował się w Warszawie. Po wkroczeniu do stolicy Polski wojsk niemieckich uciekł z niej do Kalisza. W 1940 został aresztowany przez gestapo. Później, mimo uwolnienia, znajdował się pod dozorem niemieckiej policji.
Po II wojnie światowej wyjechał na Mazury. Uczestniczył w organizacji życia religijnego w Prabutach. Tam też rozpoczął swoją działalność jako zielarz i wizjoner. Szybko zdobył popularność. Zmusiła go ona jednak do opuszczenia powierzonego probostwa. Od 1948 roku przebywał w kilku domach zakonnych na terenie kraju. Z uwagi na zainteresowanie jego osobą ze strony władz państwowych jak i zwykłych ludzi, ukrywał swoją tożsamość. 
We wrześniu 1961 roku osiadł w klasztorze franciszkańskim przy kościele św. Pawła Apostoła w Elblągu. Był to bardzo pracowity okres w jego życiu. Jego pozostałe wizje dotyczyły między innymi wojny w Europie i śmierci papieża Jana Pawła I. 
22 sierpnia 1980 został przywieziony do szpitala garnizonowego w Elblągu. Ojciec Klimuszko zmarł 25 sierpnia 1980 roku w Elblągu. W przyczynie zgonu stwierdzono przewlekłe zapalenie oskrzeli. Pochowany został na elbląskim cmentarzu Dębica. W 2002 roku jego szczątki przeniesiono do grobowca obok kościoła św. Pawła Apostoła.
W 2004 radni Elbląga pośmiertnie przyznali mu honorowe obywatelstwo miasta Elbląga. Od 2012 r. w południowo-wschodniej części miasta Prabuty budowane jest osiedle upamiętniające ojca Czesława Klimuszko.

## Znaczenie drzew
Klimuszko studiował oddziaływanie drzew na ludzi. Pod tym względem podzielił ich gatunki na trzy grupy:
1. wpływające korzystnie (modrzew, sosna, świerk, jodła, jałowiec, cis, brzoza, lipa, dąb, kasztanowiec, klon, morwa, akacja)
2. obojętne
3. wpływające niekorzystnie (berberys, osika, topola, olsza, dziki bez)[3].

## Publikacje
- Ziołolecznictwo[4]
- Wróćmy do ziół[4]
- Moje widzenie świata[4]
  - cz. 1 – Parapsychologia w moim życiu
  - cz. 2 – Szukajmy szczęścia w przyrodzie
  - cz. 3 – Powrót do ziół